# Mnemosyne flavicollis
Mnemosyne flavicollis är en insektsart som beskrevs av Van Stalle 1987. Mnemosyne flavicollis ingår i släktet Mnemosyne och familjen kilstritar.
Artens utbredningsområde är Panama. Inga underarter finns listade i Catalogue of Life.